# Trochosa ursina
Trochosa ursina este o specie de păianjeni din genul Trochosa, familia Lycosidae. A fost descrisă pentru prima dată de Schenkel, 1936. Conform Catalogue of Life specia Trochosa ursina nu are subspecii cunoscute.